# Brueelia limbata
Brueelia limbata är en insektsart som först beskrevs av Hermann Burmeister 1838.  Brueelia limbata ingår i släktet draklöss, och familjen fjäderlöss. Arten är reproducerande i Sverige.